# كولين رولف
كولين رولف (بالإنجليزية: Colin Rolfe)‏ (15 فبراير 1990 بسبوكين في الولايات المتحدة - ) هو لاعب كرة قدم أمريكي في مركز الهجوم. لعب مع هيوستن دينامو وRochester Rhinos ‏ وريال موناركس.

## روابط خارجية
- كولين رولف على موقع الدوري الأمريكي (الإنجليزية)
- كولين رولف على موقع قاعدة بيانات كرة القدم.إي يو (الإنجليزية)